# Bucklandiella gracillima
Bucklandiella gracillima là một loài Rêu trong họ Grimmiaceae. Loài này được (Dixon) Bednarek-Ochyra & Ochyra mô tả khoa học đầu tiên năm 2003.